# Edmund Schulthess
Edmund Schulthess ( 2 de Março de 1868 - 22 de Abril de 1944) foi um político da Suíça.

## Biografia
Ele nasceu em 2 de março de 1868 em Villnachern filho de Edmund Schulthess (1826-1906) e Cornelia Brigitta Marth (1828-1896).
Ele foi eleito para o Conselho Federal Suíço em 17 de julho de 1912 e transferido para o cargo em 15 de abril de 1935. Ele era filiado ao Partido Democrata Livre. Durante seu mandato, ele ocupou os seguintes departamentos:
- Departamento de Comércio, Indústria e Agricultura (1912 - 1914);
- Departamento de Assuntos Econômicos (1915 - 1935).

Ele foi Presidente da Confederação suíça em 1917, 1921, 1928 e 1933.
Ele morreu em 22 de abril de 1944 em Berna.

## Família
Casou-se com Marguerite Jeanne Disqué (nascida por volta de 1880) e teve uma filha Nelly Marguerite Jeanne Schulthess, nascida na Suíça em 13 de agosto de 1903, que se casou como primeira esposa na Igreja da Santíssima Trindade em Berna em 30 de novembro de 1933 Português Vasco Francisco Caetano de Castro Coutinho de Quevedo Pessanha, natural de Lisboa, Coração de Jesus, a 3 de julho de 1909), e teve filho.